# Ферфакс (Охајо)
Ферфакс (енгл. Fairfax) град је у америчкој савезној држави Охајо.

## Демографија
По попису из 2010. године број становника је 1.699, што је 239 (-12,3%) становника мање него 2000. године.
| Група             | 2000.         | 2010.         |
| Белци             | 1.868 (96,4%) | 1.592 (93,7%) |
| Афроамериканци    | 21 (1,1%)     | 41 (2,4%)     |
| Азијати           | 21 (1,1%)     | 14 (0,8%)     |
| Хиспаноамериканци | 4 (0,2%)      | 22 (1,3%)     |
| Укупно            | 1.938         | 1.699         |